# Ophiuche divergens
Ophiuche divergens là một loài bướm đêm trong họ Erebidae.